# 盧貝科格爾山
46°40′44″N 15°31′11″E / 46.678948°N 15.519691°E
盧貝科格爾山（德語：Lubekogel），是奧地利的山峰，位於該國東南部，由施泰爾馬克州負責管轄，屬於拉萬塔爾阿爾卑斯山脈的一部分，海拔高度570米。